# Miramont-Sensacq
Miramont-Sensacq là một xã, thuộc tỉnh Landes trong vùng Nouvelle-Aquitaine. Xã này có diện tích 25,32 km², dân số năm 2006 là 363 người. Xã này nằm ở khu vực có độ cao trung bình 219 mét trên mực nước biển.

## Biến động dân số
| Năm | 1962 | 1968 | 1975 | 1982 | 1990 | 1999 | 2006 |
| --- | ---- | ---- | ---- | ---- | ---- | ---- | ---- |
| Dân số | 445  | 478  | 436  | 395  | 380  | 366  | 363  |
| From the year 1962 on: No double counting—residents of multiple communes (e.g. students and military personnel) are counted only once. |      |      |      |      |      |      |      |